# Sepp Herberger
Sepp Herberger (Mannheim, 1897. március 28. – Mannheim, 1977. április 28.) német labdarúgó, edző. Az 1954-es világbajnok nyugatnémet válogatott szövetségi kapitánya.

## Pályafutása
Herberger 1921 és 1925 között három alkalommal szerepelt a német válogatottban, mielőtt 1932-ben Dr. Otto Nerz segédje lett. Nerz utódja Herberger lett a szövetségi kapitányi poszton, bemutatkozására az 1936-os olimpia után került sor. A második világháború után rövid ideig az Eintracht Frankfurtnál dolgozott. Egészen 1964-ig ő volt a nyugatnémet válogatott szövetségi kapitánya, majd Helmut Schön lépett a helyébe. 80 éves korában, Mannheimben, kórházban hunyt el tüdőgyulladás következtében.
Herbergernek közismert volt az a tulajdonsága is, hogy rövid mondatokban, lényegre törően összegezte a mérkőzések történéseit. Ezek közül három szerepelt A lé meg a Lola című 1998-as filmben is.

## Külső hivatkozások
- Sepp Herberger az eintracht-archiv.de-n (németül)
- Profi a FIFA honlapján Archiválva 2012. november 7-i dátummal a Wayback Machine-ben (angolul)